# ヨハン・カピオ
ヨハン・カピオ（Johan Capiot、1964年4月12日 - ）は、ベルギー・リンブルフ州レイクホーフェン出身の元自転車競技（ロードレース）選手。

## 経歴
1984年にアマチュアの国内選手権で優勝し1986年にプロデビュー。スプリント力を生かしてエース格の選手として活躍し通算79勝を挙げた。グランツールでの区間優勝はないものの、1991年には当時ワールドカップシリーズの対象レースであったクラシックレース、パリ〜ツールで大金星を挙げている。
2015年には息子のアマウリ・カピオがプロデビューした。

## 主な戦績
| - 1986年 - デンマーク一周 第3ステージ優勝 - 1987年 - フェーネンダール〜フェーネンダール 優勝 - ツール・ド・ロワーズ 第1ステージ優勝 - 1988年 - ブラバンツ・ペイル 優勝 - ツール・ド・ルクセンブルク 第1、第5ステージ優勝 - ツール・ド・ベルギー 第1ステージ優勝 - 1989年 - ブラバンツ・ペイル 優勝 - グランプリ・ド・ラ・リベラシオン 優勝 - 1990年 - オムロープ・ヘット・フォルク優勝 - 1991年 - パリ〜ツール 優勝 - ダンケルク4日間レース 第8ステージ優勝 - 1992年 - オムロープ・ヘット・フォルク 優勝 - ル・サミン 優勝 - ノケル・クルス 優勝 - デルタ・プロフロンデ 総合優勝 - ツール・ド・ロワーズ 第2ステージ優勝 - 1993年 - ツール・ド・ロワーズ 第3ステージ優勝 - ツール・ド・ルクセンブルク 第3ステージ優勝 - 1994年 - ル・サミン 優勝 - クラシカ・デ・アルメリア 優勝 - 1995年 - ル・サミン 優勝 - 1996年 - グランプリ・ド・プリュムレック＝モルビアン 優勝 - オムロープ・ファン・ヘット・ハウトラント 優勝 - 1998年 - ブエルタ・ア・ムルシア 第5ステージ優勝 |